# With You I'm Born Again
"With You I'm Born Again" is een duet van Motown-artiesten Billy Preston en Syreeta Wright uit 1979.

## Achtergrond
Het lied werd geschreven voor de soundtrack van de film Fast Break. Deze soundtrack werd geschreven en geproduceerd door David Shire en James DiPasquale. Carol Connors schreef de teksten bij vier nummers op het soundtrackalbum, waaronder die voor "With You I'm Born Again". In een interview heeft Connors aangegeven dat het schrijven van de tekst haar nog geen half uur gekost heeft.Motown-directeur Suzanne de Passe koos de toen nog relatief onbekende Wright om samen met Preston de twee duetten in de film te zingen.

## Hitlijsten
De soundtrack werd begin 1979 uitgebracht, op het hoogtepunt van de disco. In eerste instantie verkocht de soundtrack slecht en werd de muziek weinig op de radio gespeeld. Het meer dansbare nummer "Go for It" werd als eerste single uitgebracht om de soundtrack en de film te promoten. Deze single was geen succes en haalde de Billboard Hot 100 niet. De film bereikte ook niet het succes waarop gehoopt was.
Preston besloot om het duet ook op te nemen op zijn solo-album Late at Night, dat later dat jaar uitkwam. Mede daardoor begon  Het begon mede daardoor airplay te krijgen op Europese radiozenders, waarna het nummer eind 1979 op single werd uitgebracht. Uiteindelijk wist de single dan toch een hit te worden. In de Billboard Hot 100 bereikte het de vierde plek, en ook in het Verenigd Koninkrijk, Nederland, Canada en Ierland werd de top 10 behaald. Uiteindelijk werd het Prestons grootste hit in vijf jaar en de grootste hit uit Wrights carrière.

### NPO Radio 2 Top 2000
| Nummer met noteringen in de NPO Radio 2 Top 2000 | '99  | '00 | '01  | '02  | '03  | '04  |
| ------------------------------------------------ | ---- | --- | ---- | ---- | ---- | ---- |
| With You I'm Born Again                          | 1345 | -   | 1453 | 1768 | 1656 | 1889 |

1. ↑  Een '-' betekent dat het nummer niet was genoteerd en een vetgedrukt getal geeft de hoogste notering aan.
2. ↑  Deze tabel is bijgewerkt tot en met de laatste editie (2024).